# Nikolaj Kamenskij
Nikolaj Michajlovitj Kamenskij (ryska: Николай Михайлович Каменский), född den 27 december 1776 (g.s.) / 7 januari 1777 (n.s.), död den 4 maj (g.s.) / 16 maj (n.s.) 1811, var en rysk greve och general.
Nikolaj Michajlovitj var son till den ryske generalen Michail Kamenskij och bror till Sergej Michajlovitj Kamenskij (Сергей Михайлович Каменский), även han rysk general. De härstammar från en gammal polsk adelsätt som bosatt sig i Ryssland på 1600-talet.
Enligt tidens sed för unga adelsmän skulle han tidigt påbörja en militär skolning. För Nikolaj hände detta redan vid fyra års ålder, när han blev kornett vid Novotroitskij kyrassiärer. Vid tolv års ålder blev han adjutant till generallöjtnant Gartvig och året efter till sin egen far. Redan 1797 blev han överstelöjtnant med eget regementsbefäl och 1799 befordrades han till generalmajor (vid 23 års ålder). Han deltog i general Aleksandr Suvorovs fälttåg i Italien och Schweiz samt under första Napoleonkriget där han särskilt utmärkte sig i slagen vid Austerlitz (ett av de största och mest kända slagen under första Napoleonkriget) 1805 och Eylau (nuvarande Bagratinovsk, i dåvarande Preussen) 1807 men led stora förluster i belägringen av Gdansk och slaget vid Heilsberg.

## Finska kriget
Han var general över ryska trupper under finska kriget 1808–1809 och belägrade inledningsvis fästningen Sveaborg. Genom avvaktande taktik och ryktesspridning lyckades han få den svenske fästningskommendanten Carl Olof Cronstedt d.ä. att kapitulera utan strid. Redan i juli 1808 fick han befälet över de ryska huvudstyrkorna. Han omnämns särskilt i flera sammanhang:
- slaget vid Oravais, 14 september 1808, rysk seger över Carl Johan Adlercreutz
- Västerbottensexpeditionen (slagen vid Sävar och Ratan)

## Efter 1809
Kamenskij kämpade med stor framgång i rysk-turkiska kriget (1806–1812), bland annat nämns segrarna vid Batin och Lovtja. År 1810 efterträdde han den legendariske Pjotr Bagration som befälhavare över ryska Donau-armén, och vann bland annat en avgörande seger över Osman Pasha i slaget vid Vidin. I februari 1811 drabbades han av en febersjukdom och avled tre månader senare.

## Avtryck i Sverige
Anrika restaurang Sävargården i Umeå – som vid tiden för 1808–1809 års krig var en sågverksherrgård i just Sävar – byggde 1962 om sin förrådskällare till serveringskällare. Den gavs namnet Kamenskikällaren, som tack för att den ryske generalen år 1809 avstod från att bränna ned Umeå. Kamenskijs vapensköld återges över källarens entré. I källaren öppnade 1971 Umeås första pizzeria.
Kulturföreningen Humlan, ursprungligen Umeå Studentkårs egen kulturförening, öppnade senare en nattklubb i lokalerna, för en mer alternativ publik. Klubben drevs åren 1996–2003 av den ideella Föreningen Kamenskij, som senare flyttade verksamheten till Scharinska villan.